# Panulia vulsipennis
Panulia vulsipennis är en fjärilsart som beskrevs av Louis Beethoven Prout 1934. Panulia vulsipennis ingår i släktet Panulia och familjen mätare. Inga underarter finns listade i Catalogue of Life.